# Saga de Njáll

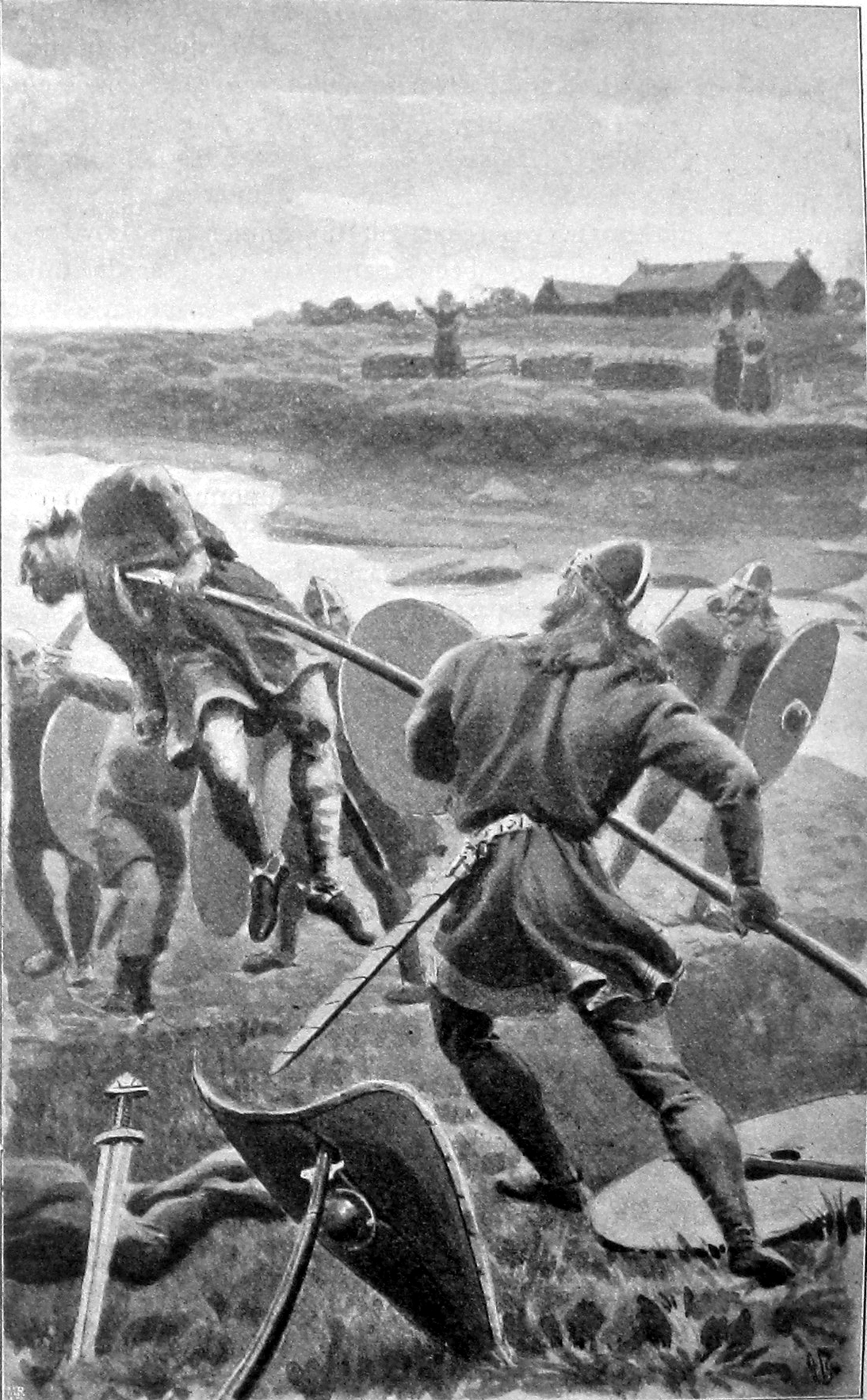
Gunnar vence vários atacantes em emboscada em Hlíðarenda.

A Saga de Njáll o Queimado (em islandês Brennu-Njáls Saga, Njáls saga ou simplesmente Njála) é uma das mais famosas e importantes das sagas de islandeses.

## História
A obra foi escrita em prosa no século XIII em língua nórdica antiga, por um autor islandês anônimo de considerável erudição, como inferido pela riqueza e profundidade dos temas tratados no texto. A saga trata de um série de sangrentos conflitos e vinganças entre membros de ilustres famílias islandesas nos séculos X e XI, conflitos esses que dão origem a complicados processos penais que são resolvidos nos Althing, uma espécie de conselho de notáveis que se reunia cada ano. Um dos personagens mais importantes da saga é Njáll Þorgeirsson, cuja casa é atacada e queimada, causando sua morte, de onde deriva o título da obra.
Os eventos tratados na saga ocorrem entre 960 e 1020, como evidenciado por várias referências históricas no texto, como a chegada do Cristianismo à Islândia e a Batalha de Clontarf, cerca de Dublin (Irlanda), ocorrida em 1014 e que é descrita próximo ao final da saga.

## Manuscritos
Apesar de não ter sido conservado o manuscrito original, a saga está preservada em vários pergaminhos dos quais o mais antigo é o manuscrito Reykjabók do início do século XIV, a partir do qual foram escritas as outras cópias existentes.
A primeira impressão da saga foi feita em 1772 em Copenhaga.